# Matilde de Obarrio
Matilde María de Obarrio de Mallet (Guayaquil, 13 de marzo de 1872 - Somerset, 16 de octubre de 1964) fue una ensayista, feminista y filántropa panameña, conocida por sus actividades de ayuda humanitaria y ser fundadora de la Cruz Roja Panameña.

## Origen
Sus padres fueron: Gabriel de Obarrio y Pérez (miembro del Consejo Superior del iniciado Benemérito Cuerpo de Bomberos de Panamá) y Rita de los Dolores Vallarino, ambos de nacionalidad panameña. Su abuelo materno, Ramón Nicanor Vallarino Jiménez, fue prócer de la independencia de Panamá de España, suscribiendo el Acta de Independencia en 1821. Su abuelo paterno, Pedro de Obarrio y Guerrero fue gobernador de la Provincia de Panamá (1836-1840), cuando formaba parte con Colombia de la recién creada República de la Nueva Granada.
Sus hermanos fueron: Elena Belinda de Obarrio Vallarino (1859), Gabriel de Obarrio Vallarino (1863), Estefanía de Obarrio Vallarino (1867), Alberto Belisario de Obarrio Vallarino (1868), Nicanor Arturo de Obarrio Vallarino (1869) (general y prócer de la Separación de Panamá de Colombia en 1903) y el doctor Pedro de Obarrio Vallarino (1874), superintendente del Hospital Santo Tomás desde 1905 hasta 1911. También tenía un hermano mayor por parte de su madre: Rodolfo Halsted Vallarino, quien sirvió y se formó como bombero en Guayaquil.

## Formación
Estudió en la Academia del Sagrado Corazón (Academy of the Sacred Heart) hoy Manhattanville College, en Nueva York, entre 1884 y 1888, Posteriormente se trasladó al convento del Sagrado Corazón, en París. En el transcurso de sus estudios, una vez que obtuvo dominio del idioma español, estudió inglés y francés. Después de terminar una gira educativa por Italia, retornó a Panamá en 1890 y su hermano materno Rodolfo Halsted Vallarino aprovechó para presentarla al cónsul británico en Panamá, Claude Coventry Mallet.

## Matrimonio y descendencia
Se casó en 1892 con Claude Conventry Mallet, quien se desempeñaba como cónsul de Inglaterra en Panamá y Costa Rica. De su matrimonio, tuvieron dos hijos: Matilde "Dita" Mallet de Obarrio nacida en Panamá en 1893 y George Mallet de Obarrio, nacido en Londres en 1894 que luego de su nacimiento padeció de meningitis durante los tres primeros años de su vida.
En 1900, tras estallar la batalla del Puente de Calidonia, en la denominada Guerra de los Mil Días, el 25 de julio, el comandante liberal Emiliano J. Herrera, le escribe a su esposo Claude Coventry Mallet, cónsul del Reino Unido, para solicitarle la ambulancia del HMS Leander, que estaba anclado en la Isla de Taboga, para recoger a los cientos de muertos y heridos, junto a doña Matilde. La utilización de las ambulancias inglesa y una ambulancia chilena, se consideran la primera actividad humanitaria ejecutada en Panamá, bajo el emblema de la Cruz Roja.
Doña Matilde, al ser cónyuge de un cónsul británico, tuvo la oportunidad de ser presentada en la corte del rey Eduardo VII, por conducto de Lady Lansdowne, esposa de Henry Petty-Fitzmaurice 5.º Marqués de Lansdowe, estadista y secretario de Relaciones Exteriores de Inglaterra, entre 1900 y 1905, acontecimiento que provocó un gran revuelo en la prensa panameña.
Para 1907, su cónyuge Claude Mallet fue ascendido al cargo de Extraordinario y Ministro Plenipotenciario (embajador) y en 1910 nombrado caballero por el rey Jorge V con el tratamiento de Sir. Siendo entonces conocido como Sir Claude y su cónyuge, como Lady Mallet. Por sus servicios a la diplomacia británica, a Sir Claude le fueron conferidos la Orden de San Miguel y San Jorge por el rey Jorge V.

## La Fundación de la Cruz Roja Panameña.
En 1917, las ciudades de Panamá y Colón se encontraban en una situación de pobreza e insalubridad por las consecuencias de la denominada Guerra de los Mil días, aunado a la gran cantidad de trabajadores antillanos que quedaron cesantes debido a la culminación de las obras de construcción del Canal de Panamá. Muchos no quisieron, o no pudieron regresar a sus países de origen, lo que hizo que se hacinaran en los viejos caserones de madera construidos al iniciar la construcción de obras para un canal interoceánico. Esto trajo como consecuencias muchas enfermedades gastrointestinales, tuberculosis y pulmonía por un alto índice de insalubridad, además de varios damnificados por lo recurrente que se propagaban los incendios.
Consciente de las grandes limitaciones de salud que azotaban durante los primeros años de la independencia del país, Lady Mallet inició una serie de gestiones con el Gobierno panameño, entidades privadas y personas generosas a fin de constituir en la nueva República una institución que se encargara de atender a las familias afectadas por las situaciones antes señaladas.
Doña Matilde estaba enterada de la labor que realizaba la Cruz Roja Internacional en Europa, con motivo de la Primera Guerra Mundial. De allí que celebró una reunión en su casa ubicada en calle 6.ª. y Avenida A (detrás del antiguo edificio de la Compañía del Canal Francés del casco viejo de la Ciudad de Panamá, hoy Casa Mallet) el 13 de enero de 1917, donde expresó a los asistentes, entre los que figuraban el teniente coronel Deane C. Howard, Jefe del Departamento de Sanidad de la Zona del Canal; el Dr. Rafael Gutiérrez Alcaide, Ministro Plenipotenciario de Cuba en Panamá; Louise Brakemier, Jefe de Enfermeras del Hospital Santo Tomás; al Dr. Ciro Urriola, al Dr. Nicolás A. Solano y al Dr. Ricardo J. Alfaro entre otros, las tragedias que se desarrollaron en varias ciudades de Europa y la atención que la Cruz Roja Internacional les brindó a las mujeres y niños víctimas de la contienda.
Los que la escucharon acogieron formalmente la causa que doña Matilde preconizaba, la cual consistía en organizar la Cruz Roja en Panamá y afiliarla a la que Henry Dunant, había fundado en Ginebra, Suiza. Por acuerdo general quedó establecido que la propia doña Matilde se encargaría de informar al presidente de la República Ramón Maximiliano Valdés, de la obra que se pretendía realizar. Las gestiones tuvieron buenos resultados pues la idea entusiasmó al presidente, ya que doña Matilde, por sus estrechas relaciones con las autoridades de la Cruz Roja en Ginebra, pudo proveer al presidente toda la información que se requería para llevar a cabo el proyecto y así el 1 de marzo de 1917, mediante la Ley n.º 40 se creó la Cruz Roja Panameña o Cruz Roja Nacional de la República de Panamá, la cual doña Matilde estableció siguiendo, hasta en los más mínimos detalles, las normas que rigen las Sociedades Nacionales mejor establecidas de cualquier parte del mundo.
A la institución le prestó cabal dedicación, su dinero y sus dotes de buena organizadora. El 2 de junio de 1917 de conformidad con lo dispuesto en la Ley n.º 40 de 1917, se nombra el Comité Ejecutivo fundador de la Cruz Roja Nacional de Panamá constituido por doña Matilde de Mallet, el teniente coronel Deane C. Howard, el Dr. Rafael Gutiérrez Alcaide, Ricardo J. Alfaro; y, también, por Ramón Maximiliano Valdés, presidente de la República de Panamá y Diana Dutary de Valdés, esposa del Sr. Presidente, por ende Primera dama de la República de Panamá, como primeros Presidentes Honorarios de la institución recién creada.

## Los resultados de un año de gestión y su despedida.
El 10 de julio de 1917, Lady Mallet invita a una reunión general a todos los miembros fundadores, lo mismo que a las personas que manifestaban interés por la Cruz Roja para explicar los planes y programas que tenía para el futuro, entre los cuales estaban incluidos: la instalación de un dispensario para las mujeres embarazadas, ayuda a la campaña antituberculosa y protección a los ancianos.
Todas estas obras se lograron realizar con las aportaciones de comerciantes a quienes doña Matilde les solicitó ayuda. También instaló tres clínicas y una guardería donde se cuidaban a los niños cuyas madres no los podían cuidar por su trabajo.
El 13 de enero de 1918, al cumplirse el primer aniversario de la idea del nacimiento de la Cruz Roja Panameña, se celebró una reunión en su sede ubicada en el antiguo edificio donde hoy se encuentra la actual sede de la Gobernación de Panamá, doña Matilde presentó un informe de la labor realizada y dio a conocer que tenía que retirarse de la institución porque su esposo había sido trasladado a la ciudad de Buenos Aires, a prestar el servicio consular en Argentina y en Uruguay. Lady Mallet delegó en Eusebio Antonio Morales, junto con su hija Enriqueta Morales, que era la secretaria administrativa, la continuidad de la dirección de la recién creada institución.

## Legado
Doña Matilde, abarcó toda una gama de trabajos en favor de las clases más humildes y necesitadas de su país. Fue promotora de la lucha contra la tuberculosis, la mortalidad infantil, el trato a los privados de libertad y un sinfín de actividades humanitarias que incluían la prevención de incendios y el saneamiento de los insalubres sectores populares de los barrios marginales.
Lady Mallet establecida con su esposo posteriormente en Inglaterra, en los edificios de Sydney Place, Bath 207, en Somerset, durante la Primera Guerra Mundial, trabajó con la Cruz Roja Británica.
En el hospital ''Star and Garte''r de Richmond, costeó con su peculio una habitación que llevó el nombre de “Lady Mallet Panama Room” e hizo realidad en el mismo hospital, el “Costa Rica Reading Room”.
Doña Matilde también cooperó con obras en la Ciudad de Panamá, como lo fueron el arreglo de la Iglesia Santa Ana, la Catedral Metropolitana, en la cual mandó a buscar conchas de nácar desde la isla de Taboga para revestir las cúpulas de sus torres (que todavía se conservan), así como el arreglo del altar de las iglesias de San Francisco y de Santo Domingo. También participó en la conservación del “Altar de Oro” en la Iglesia de San José, junto con William C. Gorgas y evitaron que el comején lo dañara, colocándole con ayuda de la comunidad, hojas de pan de oro de 20 quilates. En esa Iglesia se encuentra la imagen de Nuestra Señora de Gracia, patrona de sus ancestros y propiedad de la familia de Obarrio. Lady Mallet, nunca limitó su actividad en lo que denominó su terruño patrio.

## Publicaciones
-En 1915 publicó en Nueva York Sketches of Spanish-Colonial Life in Panama (Bosquejo de la vida colonial de Panamá).
-En la Revista Lotería N.º29 oct. 1943 publicó A propósito del techo de la Catedral
-En la Revista Lotería N.º33 feb. 1944 publicó La Pollera el Vestido Nacional
-En la Revista Lotería N.º37 jun. 1944 publicó Un banquete en Panamá en 1842
-En la Revista Lotería N.º53 oct. 1945 publicó el cuento El Esclavo Juanillo el Gacho y su trono de Piedra
-En la Revista Lotería N.º58 mar. 1946 publicó La pollera colonial y la moderna

## Condecoraciones y reconocimientos
Entre sus condecoraciones
- Inglaterra, con la Orden del Imperio Británico, en el grado de "Commander British Empire" o C.B.E. (Comendadora del Imperio Británico) y con la Medalla de la Real Cruz Roja por su labor durante la Primera Guerra Mundial.
- Francia, con la Medalla de Reconocimiento Francés.
- Bélgica, con la Medalla de la Reina Elizabeth.
- Panamá, con la Medalla de la Orden Vasco Núñez de Balboa.

Reconocimientos
- Medalla “13 de marzo” y la Orden “Lady Matilde de Obarrio de Mallet” entregado por el comité central de la Cruz Roja Panameña.
- La Avenida 3B Sur del Corregimiento de San Francisco, en el Distrito de Panamá lleva, en honor, su nombre.[15]